# Hoàng hậu Nhật Bản
Tại Nhật Bản, Hoàng hậu (皇后 kōgō) là tước vị được dành cho chính thất của Thiên hoàng, khi một người phụ nữ ngồi vào ngôi vị Nhật hoàng, bà ta sẽ được gọi là Nữ thiên hoàng (女性天皇 (Nữ tính thiên hoàng) josei tennō) hay Nữ đế (女帝 jotei). Nhật Bản là nước duy nhất hiện nay có tước vị hoàng hậu vì tước vị của Nhật hoàng tương đương với tước vị Hoàng đế, phu nhân các quân chủ tại các quốc gia quân chủ khác chỉ nhận được tước vị cao nhất là Vương hậu.
Hoàng hậu Nhật Bản hiện nay là Masako, phu nhân của Thiên hoàng Naruhito.

## Nữ thiên hoàng
Có tám triều đại nữ thiên hoàng (sáu nữ thiên hoàng trong đó có hai người trị vì hai lần) từng xuất hiện trong lịch sử cổ đại Nhật Bản và thêm hai triều đại nữa vào thời cận đại (thời Edo). Mặc dù có tám nữ đế trị vì nhưng những người kế vị của họ đều được chọn từ nam giới trong hoàng tộc (trừ một ngoại lệ là Nữ thiên hoàng Gemmei truyền ngôi cho Nữ thiên hoàng Genshō). Sau nhiều thế kỷ, việc truyền ngôi cho nữ giới chính thức bị cấm khi Luật gia đình hoàng gia được ban hành cùng với Hiến pháp Meiji mới vào năm 1889.
Tám nữ thiên hoàng trong lịch sử là:
1. Nukatabe, Thiên hoàng Suiko
2. Takana, Thiên hoàng Kōgyoku và cũng là Thiên hoàng Saimei
3. Unonosasara, Thiên hoàng Jitō
4. Ahe, Thiên hoàng Gemmei
5. Hitaka, Thiên hoàng Genshō
6. Abe, Thiên hoàng Kōken và cũng là Thiên hoàng Shōtoku
7. Okiko, Thiên hoàng Meishō
8. Toshiko, Thiên hoàng Go-Sakuramachi

Khác với tám nữ thiên hoàng trên, một nữ thiên hoàng nữa được cho là đã trị vì Nhật Bản, nhưng bằng chứng lịch sử về triều đại của bà là rất ít và bà không được tính vào danh sách các thiên hoàng chính thức. Đó là Thiên hoàng Jingū.
Dưới ảnh hưởng tôn giáo của Thần đạo, nữ thần Amaterasu, vị thần tối cao trong hệ thống kami, có thể liên tưởng rằng những người cai trị đầu tiên của Nhật Bản là phụ nữ. Theo biên niên sử Cổ sự ký và Nhật Bản thư kỷ, các Thiên hoàng Nhật Bản được coi là hậu duệ trực tiếp của Amaterasu.

## Hoàng hậu
Tại Nhật Bản cổ đại, hầu hết các hoàng hậu đều là các công chúa, ngoại trừ Iwa no Hime (hoàng hậu của Nintoku). Sau hoàng hậu Kōmyō (của Thiên hoàng Shōmu), con gái của gia tộc Fujiwara và các gia tộc khác có thể trở thành hoàng hậu. Ban đầu, Trung cung (中宮 Chūgū) là cung điện dành cho hoàng hậu ( Kōgō), thái hậu (皇太后 Kōtaigō) hay thái hoàng thái hậu (太 皇太后 Tai-Kōtaigō). Cho đến giữa thời Heian, thiên hoàng chỉ có một hoàng hậu, và hoàng hậu được gọi là Chūgū (中宮 (Trung cung)). Kể từ Thiên hoàng Ichijō, vì một số thiên hoàng có hai hoàng hậu nên một người sẽ được gọi là Kōgō ( hoàng hậu) và người còn lại được gọi là Chūgū ( Trung cung). Sau khi Nội thân vương Yasuko trở thành Kōgō với tư cách là mẹ nuôi (准母 (chuẩn mẫu)) của Thiên hoàng Horikawa, các công chúa chưa xuất giá cũng có thể trở thành Kōgō.

### Sử dụng
Danh hiệu Kōgō cũng được trao cho các phi tần không phải là chính thất của thiên hoàng nhưng lại sinh ra một vị thiên hoàng. Danh hiệu này được Thiên hoàng Heizei sử dụng đầu tiên khi truy tặng cho người mẹ quá cố của mình vào năm 806.
Chūgū là một thuật ngữ được phát triển trong thời kỳ Heian và nó được hiểu là danh hiệu dành cho hoàng hậu. Trong một thời gian chūgū đã thay thế kōgō; sau đó ý nghĩa của chúng lại được hoán đổi cho nhau.
Số lượng kōgō rất đa dạng, nhưng trong cùng một thời điểm chỉ có một chūgū.
Danh hiệu kōtaigō được trao cho vợ của một Thái thượng hoàng, trong khi tai-kōtaigō được trao cho quả phụ của Thiên hoàng quá cố.